# Ons Heemecht
Ons Heemecht (luxembourgeois signifiant : « Notre patrie ») est, depuis 1895, l'hymne national du Grand-Duché de Luxembourg. Il est à ne pas confondre avec De Wilhelmus, qui est l'hymne du grand-duc.
L'hymne a été composé par Jean-Antoine Zinnen en 1864, le texte est de Michel Lentz (1859). Les paroles sont en luxembourgeois, langue nationale du Luxembourg. Il a été interprété pour la première fois le 5 juin 1864 à Ettelbruck.

## Paroles
D'après la loi luxembourgeoise du 27 juillet 1993 modifiant et complétant celle du 23 juin 1972 sur les emblèmes nationaux, seules la première et la dernière strophes (en luxembourgeois) du chant constituent l’hymne national du grand-duché de Luxembourg.
| Luxembourgeois | Traduction française | Traduction allemande |
| --- | --- | --- |
| Wou d’Uelzecht duerch d’Wisen zéit, Duerch d’Fielsen d’Sauer brécht, Wou d’Rief laanscht d’Musel dofteg bléit, Den Himmel Wäin ons mecht: Dat ass onst Land, fir dat mer géif Heinidden alles won, 𝄆 Onst Heemechtsland dat mir sou déif An onsen Hierzer dron. 𝄇 An séngem donkle Bëscherkranz, Vum Fridde stëll bewaacht, Sou ouni Pronk an deire Glanz Gemittlech léif et laacht; Säi Vollek frou sech soë kann, An ’t si keng eidel Dreem: 𝄆 Wéi wunnt et sech sou heemlech dran, Wéi ass ’t sou gutt doheem! Gesank, Gesank vu Bierg an Dall Der Äärd, déi äis gedron; D’Léift huet en treie Widderhall A jidder Broscht gedon; Fir d’Heemecht ass keng Weis ze schéin; All Wuert, dat vun er klenkt, 𝄆 Gräift äis an d’Séil wéi Himmelstéin An d’A wéi Feier blenkt O Du do uewen, deem séng Hand Duerch d’Welt d’Natioune leet, Behitt du d’Lëtzebuerger Land Viru frieme Joch a Leed; Du hues ons all als Kanner schon De fräie Geescht jo ginn, 𝄆 Looss viru blénken d’Fräiheetssonn, Déi mir sou laang gesinn! | Où l'Alzette arrose champs et prés La Sûre baigne les rochers; Où la Moselle, riante et belle Nous fait cadeau du vin C'est notre pays pour lequel Nous risquons tout sur terre; 𝄆 Notr'chère et adorable patrie Dont notr'âme est remplie. 𝄇 Dans sa couronne bois sombre toujours gardée par la paix, Donc, sans faste et la splendeur cher, Confortable à l'amour en riant. Son peuple puisse dire est heureux Et il n'ya pas de rêves vides: 𝄆 Comment est agréable mais voici la vie, dans quelle mesure est-il de la maison. 𝄇 Chant, chant, de la montagne et la vallée La terre, qui nous portait, Les «amoureux a un écho fidèle» effectué dans chaque sein. Pour le pays quelque façon que ce soit trop beau Chaque mot qui sonne hors de lui, 𝄆 Prendre l'âme comme Himmelstön Et nos yeux brillants comme le feu. 𝄇 Ô Toi aux cieux qui nuit et jour Diriges les nations du monde; Écarte du pays de Luxembourg L'oppression étrangère Enfants nous avons reçu de Toi L'esprit de la liberté; 𝄆 Permets au soleil de liberté De luire à tout jamais. 𝄇, | Wo die Alzette durch die Wiesen zieht, Durch die Felsen die Sauer bricht, Die Rebe längs der Mosel blüht, Der Himmel Wein verspricht: Dort ist das Land, für dessen Ehr Kein Opfer uns zu schwer, 𝄆 Die Heimat, die als teures Gut In unseren Herzen ruht. 𝄇 In seinem dunklen Wälderkranz, vom Frieden still bewacht, So ohne Prunk und teuren Glanz, Gemütlich lieb es lacht. Sein Volk sich glücklich sagen kann, Und es sind keine leeren Träume: 𝄆 Wie heimelig sich's doch hier wohnt, wie gut ist's doch daheim. 𝄇 Gesang, Gesang, von Berg und Tal Die Erd', die uns getragen, Die Lieb' hat einen treuen Widerhall In jeder Brust getan. Für die Heimat ist keine Weise zu schön, Jedes Wort, das aus ihr klingt, 𝄆 Ergreift die Seel' wie Himmelstön' Und unser Auge wie Feuer blinkt. 𝄇 O Du dort droben, dessen Hand Den Völkern gibt Geleit, Behüt das Luxemburger Land Vor fremdem Joch, vor Leid! Als Kind empfingen wir von Dir Den freiheitlichen Sinn, 𝄆 Die Freiheitssonne, unsre Zier, Lass leuchten fernerhin! 𝄇, |

## Hypothèse d'un précédent hymne
Un premier hymne luxembourgeois, précédant l'actuel Ons Heemecht, aurait été chanté sur la musique de To Anacreon in Heaven, du compositeur anglais John Stafford Smith. Cette dernière musique est celle de l'actuel hymne national des États-Unis : The Star-Spangled Banner[réf. nécessaire].
Cependant, l'existence de ce premier hymne est incertaine. « Je ne connais pas cet hymne et le Wikipédia luxembourgeois n'en parle pas » explique Patrick Kaell, secrétaire de l'ASBL Actioun Lëtzebuergesch.
Le vice-président de l'ASBL Lex Roth estime de son côté que si cet hymne a existé, il n'était « sûrement » pas répandu et n'était pas utilisé pour des occasions officielles.

## Dans la culture populaire
- Une pièce de 2 euros du Luxembourg fut frappée en 2013 en honneur de l’Ons Heemecht.